# Hamelia calycosa
Hamelia calycosa är en måreväxtart som beskrevs av John Donnell Smith. Hamelia calycosa ingår i släktet Hamelia och familjen måreväxter. Inga underarter finns listade i Catalogue of Life.